# Jonathan Reis
Jonathan Reis (ur. 6 czerwca 1989 w Contagem) – brazylijski piłkarz.
Jest wychowankiem Atlético Mineiro. W 2007 roku podpisał 5-letni kontrakt z PSV Eindhoven. W maju 2007 roku Jonathan Reis strzelił 2 gole w finale turnieju Terborg przeciw drużynie Boca Juniors. W PSV Eindhoven zdążył zaliczyć pierwsze trafienia w Eredivisie jak i w Lidze Europy. W dniu 24 stycznia 2010 roku został wyrzucony z PSV Eindhoven za zażywanie narkotyków, które wykryto po przerwie zimowej.